# Station Pyzówka
Station Pyzówka is een spoorwegstation in de Poolse plaats Pyzówka.